# Prhajevo
Prhajevo este o localitate din comuna Velike Lašče, Slovenia, cu o populație de 13 locuitori.